# Lycaena
Lycaena  is een geslacht van vlinders uit de familie Lycaenidae (kleine pages, vuurvlinders en blauwtjes). De wetenschappelijke naam van het geslacht werd in 1807 voorgesteld door Johann Christian Fabricius. Het geslacht komt in een groot deel van de wereld voor, met uitzondering van Zuid-Amerika en Antarctica. Het zwaartepunt van de verspreiding ligt in het Palearctisch gebied.

## Synoniemen
- Heodes Dalman, 1816
- Chysoptera Zincken, 1817
- Migonitis Sodoffsky, 1837 non Migonitis Rafinesque, 1815
- Lycia Sodoffsky, 1837
- Tharsalea Scudder, 1876
- Gaeides Scudder, 1876
- Chalceria Scudder, 1876
- Epidemia Scudder, 1876
- Rumicia Tutt, 1906
- Loweia Tutt, 1906
- Hyrcanana Bethune-Baker, 1914
- Thersamonia Verity, 1919
- Palaeoloweia Verity, 1934
- Helleia Verity, 1943
- Sarthusia Verity, 1943
- Disparia Verity, 1943 non Disparia Nagano, 1916
- Phoenicurusia Verity, 1943
- Palaeochrysophanus Verity, 1943
- Palaeochrysophanus Verity, 1934
- Thersamolycaena Verity, 1957
- Hermelycaena Miller & Brown, 1979
- Hyllolycaena Miller & Brown, 1979
- Chrysophanus Scudder, 1872
- Rapsidia Sibatani, 1974
- Antipodolycaena Smart, 1975
- Hellolycaena Koçak, 1983

## Soorten
- Lycaena aditya (Moore, 1875)
- Lycaena aeolides (Churkin, 1999)
- Lycaena aeolus Wyatt, 1961
- Lycaena alaica (Grum-Grshimailo, 1888)
- Lycaena alciphron (Rottemburg, 1775) – Violette vuurvlinder
- Lycaena alpherakii (Grum-Grshimailo, 1888)
- Lycaena arota (Boisduval, 1852)
- Lycaena asabinus (Herrich-Schäffer, 1851)
- Lycaena attila (Zhdanko, 1990)
- Lycaena bathinia Snellen, 1899
- Lycaena bleusei Oberthur, 1884
- Lycaena boldenarum White, 1862
- Lycaena candens (Herrich-Schäffer, 1844) – Balkanvuurvlinder
- Lycaena caspius (Lederer, 1869)
- Lycaena clarki Dickson, 1971
- Lycaena cupreus (Edwards, 1870)
- Lycaena dione (Scudder, 1868)
- Lycaena dispar (Haworth, 1802) – Grote vuurvlinder
- Lycaena dorcas Kirby, 1837
- Lycaena editha (Mead, 1878)
- Lycaena epixanthe (Boisduval & Leconte, 1835)
- Lycaena evansii (de Nicéville, 1902)
- Lycaena feredayi (Bates, 1867)
- Lycaena gorgon (Boisduval, 1852)
- Lycaena helle (Denis & Schiffermüller, 1775) – Blauwe vuurvlinder
- Lycaena helloides (Boisduval, 1852)
- Lycaena hermes (Edwards, 1870)
- Lycaena heteronea Boisduval, 1858
- Lycaena hippothoe (Linnaeus, 1761) – Rode vuurvlinder
- Lycaena hyllus (Cramer, 1775)
- Lycaena hyrcana (Neuburger, 1903)
- Lycaena irmae Bailey, 1932
- Lycaena kasyapa (Moore, 1865)
- Lycaena kiyokoae Sakai, 1978
- Lycaena kurdistanica (Riley, 1921)
- Lycaena lampon (Lederer, 1870)
- Lycaena li (Oberthür, 1886)
- Lycaena margelanica (Staudinger, 1881)
- Lycaena mariposa (Reakirt, 1866)
- Lycaena nivalis (Boisduval, 1869)
- Lycaena ochimus (Herrich-Schäffer, 1851)
- Lycaena ophion Hemming, 1933
- Lycaena orus (Stoll, 1780)
- Lycaena ottomanus (Lefèbvre, 1830) – Griekse vuurvlinder
- Lycaena ouang (Oberthür, 1891)
- Lycaena pallida Miskin, 1891
- Lycaena pamira (Nekrutenko, 1983)
- Lycaena panava (Westwood, 1852)
- Lycaena pang (Oberthür, 1886)
- Lycaena pavana (Kollar, 1844)
- Lycaena phlaeas (Linnaeus, 1761) – Kleine vuurvlinder
- Lycaena phoebus (Blachier, 1905)
- Lycaena rauparaha (Fereday, 1877)
- Lycaena rubidus (Behr, 1866)
- Lycaena salustius (Fabricius, 1793)
- Lycaena sartha (Staudinger, 1886)
- Lycaena sichuanica Bozano & Weidenhoffer, 2001
- Lycaena solskyi Erschoff, 1874
- Lycaena splendens (Staudinger, 1881)
- Lycaena standfussi (Grum-Grshimailo, 1891)
- Lycaena sultan (Lang, 1884)
- Lycaena susanus (Swinhoe, 1889)
- Lycaena svenhedini (Nordström, 1935)
- Lycaena thersamon (Esper, 1784) – Oostelijke vuurvlinder
- Lycaena thetis Klug, 1834 – Felle vuurvlinder
- Lycaena tityrus Poda, 1761 – Bruine vuurvlinder
- Lycaena tseng (Oberthür, 1886)
- Lycaena violaceus (Staudinger, 1892)
- Lycaena virgaureae (Linnaeus, 1758) – Morgenrood
- Lycaena xanthoides (Boisduval, 1852)
- Lycaena zariaspa (Moore, 1874)

### Geen zelfstandige soorten
- Lycaena abbottii (Holland, 1892)
- Lycaena arethusa (Wiley-Dod, 1907)
- Lycaena aureomicans (Heyne, 1897)
- Lycaena baralacha (Moore, 1884)
- Lycaena charlottensis (Holland, 1931)
- Lycaena delsud (Wright, 1906)
- Lycaena dospassosi McDunnough, 1940
- Lycaena feildeni (McLachlan, 1878)
- Lycaena ferrisi Johnson & Balogh, 1977
- Lycaena hypoxanthe (Kirby, 1862)
- Lycaena lamponides (Staudinger, 1901)
- Lycaena maui (Fereday, 1877)
- Lycaena melibaeus (Staudinger, 1878)
- Lycaena snowi (Edwards, 1883)
- Lycaena subtusdiscoelongata (Beuret, 1953)
- Lycaena suffusa Tutt, 1896
- Lycaena theages (Fruhstorfer, 1917)
- Lycaena turcica (Gerhard, 1853)
- Lycaena verna Zeller, 1847
- Lycaena virgaureola (Staudinger, 1892)

### Niet meer in dit geslacht
- Lycaena aedon Christoph, 1877
- Lycaena aegagrus Christoph, 1873
- Lycaena aegina Grum-Grshimailo, 1891
- Lycaena afra Edwards, 1884
- Lycaena alaina Staudinger, 1887
- Lycaena allardii Oberthür, 1874
- Lycaena amphyssina Staudinger, 1889
- Lycaena andicola Godman & Salvin, 1891
- Lycaena annetta Edwards, 1882
- Lycaena arcana Leech, 1890
- Lycaena ardates Moore, 1874
- Lycaena ardschira Brandt, 1938
- Lycaena argola Hewitson, 1876
- Lycaena arionides Staudinger, 1887
- Lycaena artemenes Plötz, 1880
- Lycaena arthurus Melvill, 1873
- Lycaena asamensis Matsumura, 1929
- Lycaena aster Edwards, 1882
- Lycaena athamantis (Eversmann, 1854)
- Lycaena attenuata Lucas, 1890
- Lycaena atra Grum-Grshimailo, 1885
- Lycaena babhru Weeks, 1901
- Lycaena baroghila Tytler, 1927
- Lycaena bellona Grum-Grshimailo, 1888
- Lycaena berezowskii Grum-Grshimailo, 1902
- Lycaena bilucha Moore, 1884
- Lycaena bracteata Butler, 1880
- Lycaena buddhista Alphéraky, 1882
- Lycaena caduca Butler, 1875
- Lycaena calliopis Boisduval, 1833
- Lycaena celina Austaut, 1879
- Lycaena chamanica Moore, 1884
- Lycaena charybdis Staudinger, 1886
- Lycaena chinensis Murray, 1874
- Lycaena chlorina Skinner, 1902
- Lycaena chryseis (Schiffermüller, 1775)
- Lycaena chrysopis Grum-Grshimailo, 1888
- Lycaena cleobis Bremer, 1861
- Lycaena coeligena Oberthür, 1876
- Lycaena cogina Schaus, 1902
- Lycaena conformis Butler, 1877
- Lycaena cyane Eversmann, 1837
- Lycaena cyllarus (Cramer, 1775)
- Lycaena cyna Edwards, 1882
- Lycaena cyprotus (Olliff, 1886)
- Lycaena daedalus Behr, 1867
- Lycaena dagmara Grum-Grshimailo, 1888
- Lycaena davidi Poujade, 1885
- Lycaena decidia Hewitson, 1876
- Lycaena delicatula Mabille, 1877
- Lycaena diana Miller, 1912
- Lycaena difficilis Stauder, 1922
- Lycaena dis Grum-Grshimailo, 1891
- Lycaena dschagatai Grum-Grshimailo, 1890
- Lycaena egyptiaca Bethune-Baker, 1894
- Lycaena elvira Eversmann, 1854
- Lycaena euphemia Staudinger, 1887
- Lycaena exiloides Lucas, 1894
- Lycaena felicis Oberthür, 1886
- Lycaena florencia Clémence, 1914
- Lycaena florenciae Tytler, 1927
- Lycaena fortunata Staudinger, 1870
- Lycaena fugitiva Butler, 1881
- Lycaena galathea Blanchard, 1844
- Lycaena gnoma Snellen, 1876
- Lycaena gracilis Miskin, 1890
- Lycaena griqua Schaus, 1902
- Lycaena hakutozana Matsumura, 1927
- Lycaena harae Matsumura, 1906
- Lycaena hobartensis Miskin, 1890
- Lycaena hozanensis Matsumura, 1927
- Lycaena hunza Grum-Grshimailo, 1891
- Lycaena hyacinthus Herrich-Schäffer, 1847
- Lycaena iburiensis Butler, 1881
- Lycaena ida Grum-Grshimailo, 1891
- Lycaena ignorata Staudinger, 1901
- Lycaena imanishii Takeuchi, 1936
- Lycaena indica Murray, 1874
- Lycaena iris Lang, 1884
- Lycaena ishidae Matsumura, 1929
- Lycaena janigena Riley, 1922
- Lycaena japhetica Nekrutenko & Effendi, 1983
- Lycaena kazamoto Druce, 1875
- Lycaena kollari Westwood, 1852
- Lycaena koa Druce, 1876
- Lycaena kogistana Grum-Grshimailo, 1888
- Lycaena laetifica Püngeler, 1899
- Lycaena leela De Nicéville, 1884
- Lycaena luana Evans, 1915
- Lycaena lulu Mathew, 1889
- Lycaena lyrnessa Hewitson, 1874
- Lycaena lysizone Snellen, 1876
- Lycaena magnifica Grum-Grshimailo, 1885
- Lycaena mandersi (Elwes, 1890)
- Lycaena mangoensis Butler, 1884
- Lycaena marcida Lederer, 1871
- Lycaena maritima Weeks, 1902
- Lycaena mashuna Trimen, 1894
- Lycaena mathewi Miskin, 1890
- Lycaena mela Strecker, 1900
- Lycaena melania Capronnier, 1889
- Lycaena melanotoxa Marott, 1882
- Lycaena metallica C. & R. Felder, 1865
- Lycaena miris Staudinger, 1881
- Lycaena mirza Plötz, 1880
- Lycaena mithridates (Staudinger, 1878)
- Lycaena moneta Mabille, 1890
- Lycaena morgani Le Cerf, 1910
- Lycaena morsheadi Evans, 1922
- Lycaena muzaffar Grum-Grshimailo, 1887
- Lycaena myrmecias Christoph, 1877
- Lycaena nadira Moore, 1884
- Lycaena napaea Grum-Grshimailo, 1891
- Lycaena neurona Skinner, 1902
- Lycaena nigra Miskin, 1890
- Lycaena nuksani Forster, 1937
- Lycaena oranigra Lucas, 1889
- Lycaena orbitulus (Esper, 1800)
- Lycaena orbona Grum-Grshimailo, 1891
- Lycaena ortygia Trimen, 1887
- Lycaena paradoxa Guest, 1882
- Lycaena parva Murray, 1874
- Lycaena patago Mabille, 1885
- Lycaena perparva Saalmüller, 1884
- Lycaena persephatta Alphéraky, 1882
- Lycaena pervulgatus Guest, 1882
- Lycaena phiala Grum-Grshimailo, 1890
- Lycaena phryxis Staudinger, 1886
- Lycaena phyllis Lang, 1884
- Lycaena pretiosa Lang, 1884
- Lycaena pygmaea Snellen, 1876
- Lycaena quadriocularis Saalmüller, 1884
- Lycaena reticulum Mabille, 1877
- Lycaena roxane Grum-Grshimailo, 1887
- Lycaena ruberrothei Weeks, 1902
- Lycaena rustica Edwards, 1865
- Lycaena rutilans Staudinger, 1886
- Lycaena scintillata Lucas, 1889
- Lycaena scylla Oberthür, 1881
- Lycaena semiargus (Rottemburg, 1775) – Klaverblauwtje
- Lycaena semilimbata Mabille, 1890
- Lycaena serica Grum-Grshimailo, 1902
- Lycaena serrula Mabille, 1890
- Lycaena speciosa Edwards, 1877
- Lycaena stempfferi Brandt, 1938
- Lycaena superba Staudinger, 1887
- Lycaena sutleja Moore, 1882
- Lycaena tancrei Graeser, 1888
- Lycaena taurica Venzmer, 1921
- Lycaena themis Grum-Grshimailo, 1891
- Lycaena thibetensis Poujade, 1885
- Lycaena timida Grum-Grshimailo, 1885
- Lycaena tithonus (Hübner, 1798)
- Lycaena tomyris Grum-Grshimailo, 1890
- Lycaena torgouta Alphéraky, 1881
- Lycaena turcmenica Forster, 1936
- Lycaena ulysses Staudinger, 1889
- Lycaena venus Staudinger, 1886
- Lycaena yarigadakeana Matsumura, 1929
- Lycaena younghusbandi Elwes, 1906

### Namen met onduidelijke status
- Lycaena aricia Grum-Grshimailo, 1902, een Polyommatus?
- Lycaena serpentatoides Strand, 1924